# International Union of Crystallography
Die International Union of Crystallography (IUCr) ist eine wissenschaftliche Gesellschaft, die 1948 gegründet wurde. Zu ihren Zielen gehört die Förderung der internationalen Zusammenarbeit in der Kristallographie, die internationale Veröffentlichung von Forschungsergebnissen und die Standardisierung von Methoden, Einheiten, Nomenklatur und Symbolen. Die IUCr ist Herausgeber der International Tables for Crystallography, der Zeitschriften Acta Crystallographica und Journal of Applied Crystallography sowie der Structure Reports, die nach dem Zweiten Weltkrieg die deutschen Strukturberichte fortsetzten.
Seit 1987 vergibt die IUCr den Ewald Preis und seit 2008 die Gjønnes Medal in Electron Crystallography.

## Regionale Gesellschaften
- ACA, American Crystallographic Association (Nordamerika)
- AsCA, Asian Crystallographic Association (Asien und Australasien)
- ECA, European Crystallographic Association (Europa und Afrika)
- LACA[2], Latin American Crystallographic Association (Lateinamerika)